# Ordine della Santa Trinità
L'Ordine della Santa Trinità fu un Ordine cavalleresco dell'Impero Etiope.

## Storia
L'Ordine venne fondato con patente imperiale del 2 novembre 1930 dall'imperatore Hailé Selassié I per premiare quanti si fossero distinti con particolari servizi verso la corona etiope, sotto l'aspetto militare e civile.
L'Ordine poteva anche essere concesso agli stranieri che avessero acquisito benemerenze verso l'Etiopia.

## Classi
L'Ordine disponeva delle seguenti classi di benemerenza:
- Collare
- Cavaliere di Gran Croce
- Grand'Ufficiale
- Commendatore
- Ufficiale
- Cavaliere

Attualmente dispone delle seguenti classi di benemerenza che danno diritto a dei post nominali qui indicati tra parentesi:
- Gran Croce con Collare (GCHT*)
- Gran Croce (GCHT)

## Insegne
- La medaglia era costituita da un tondo in oro decorato con iscrizioni in rilievo ed avente le quattro direttrici decorate con dei fiori sporgenti. Al centro il medaglione è smaltato in azzurro e bianco ed è tripartito con le figure di Dio Padre (in alto, sporgente dalle nubi), di Gesù Cristo (a sinistra, con la croce sulle spalle) e dello Spirito Santo (a destra, in figura di una colomba con un ramoscello d'ulivo nel becco). Il tutto era sormontato dalla corona imperiale etiope come tenente al nastro.
- La placca riprendeva le medesime decorazioni della medaglia ma senza corona.
- Il nastro dell'Ordine è rosso bordato d'oro.